# Wissadula cardenasii
Wissadula cardenasii är en malvaväxtart som beskrevs av A. Krapovickas. Wissadula cardenasii ingår i släktet Wissadula och familjen malvaväxter. Inga underarter finns listade i Catalogue of Life.